# Saqueig de Gibraltar (1540)
El saqueig de Gibraltar de 1540 va ser un atac de l'armada otomana a la ciutat britànica de Gibraltar en el qual van prendre 73 presoners i desballestar 40 vaixells al port. Després de regatejar, van aconseguir 7.000 ducats per cada presoner. Finalment, van ser derrotats a la batalla de l'illa d'Alboran i els presoners supervivents van ser alliberats. A causa de l'atac, l'emperador Carles V va fer fortificar Gibraltar per fer-la inexpugnable.

## Antecedents
Khair ed-Din Barba-rossa formà en Alger el 1540 una armada de tres galeres, cinc galiots, sis fustes i dos bergantins, amb 900 remers captius, i 2.000 soldats turcs i moriscos valencians comandada per Piali Hamet, renegat sard, i el general de les tropes de desembarcament és Caramaní, que havia estat esclau a les galeres espanyoles. L'estol salpà l'agost, dirigint-se a l'oest, en saber que les galeres imperials de Bernardino de Mendoza estaven a les Balears.

## El saqueig
L'estol otomà entrà a la platja de Gibraltar portant banderes imperials, i desembarquen més d'un miler d'homes. Prenen les portes però en veure que al castell hi havia vigilants, reembarquen emportant-se 73 presoners. Al port desballesten 40 vaixells i cremen una galera en construcció propietat d'Álvaro de Bazán el Vell . Es queden uns dies al port, regatejant fins a aconseguir 7.000 ducats per cada presoner.

## Conseqüències
De retorn, la flota fou encalçada per catorze galeres del Regne de Sicília comandades per Bernardino de Mendoza, els otomans foren derrotats a la batalla de l'illa d'Alboran i els presoners supervivents alliberats i els atacants, morts o capturats.
A causa de l'atac, l'emperador Carles V va fer fortificar Gibraltar per fer-la inexpugnable, encàrrec que va rebre l'enginyer alsacià Daniel Specklin.